# Równina Łukowska

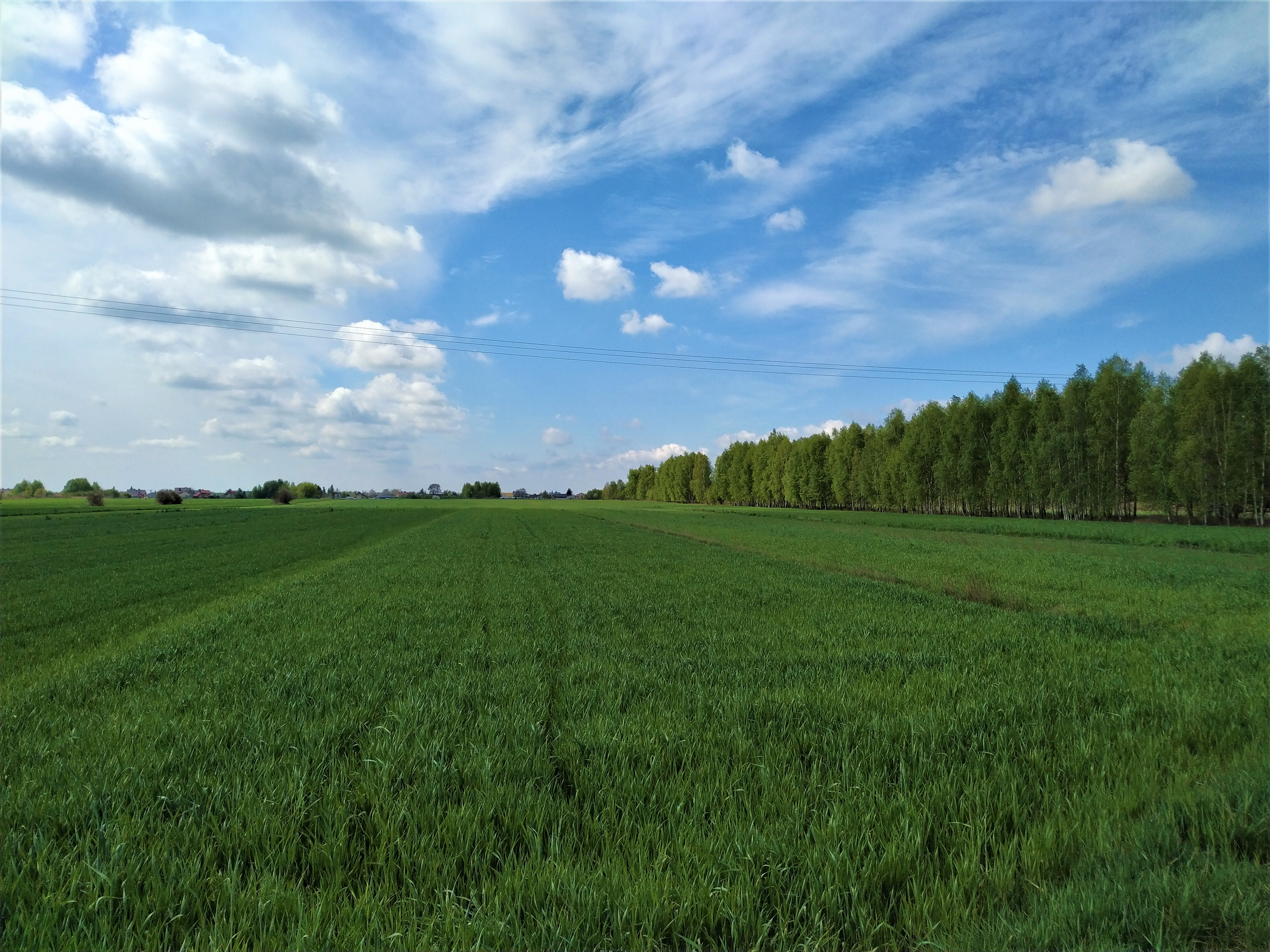
Krajobraz okolic Łukowa

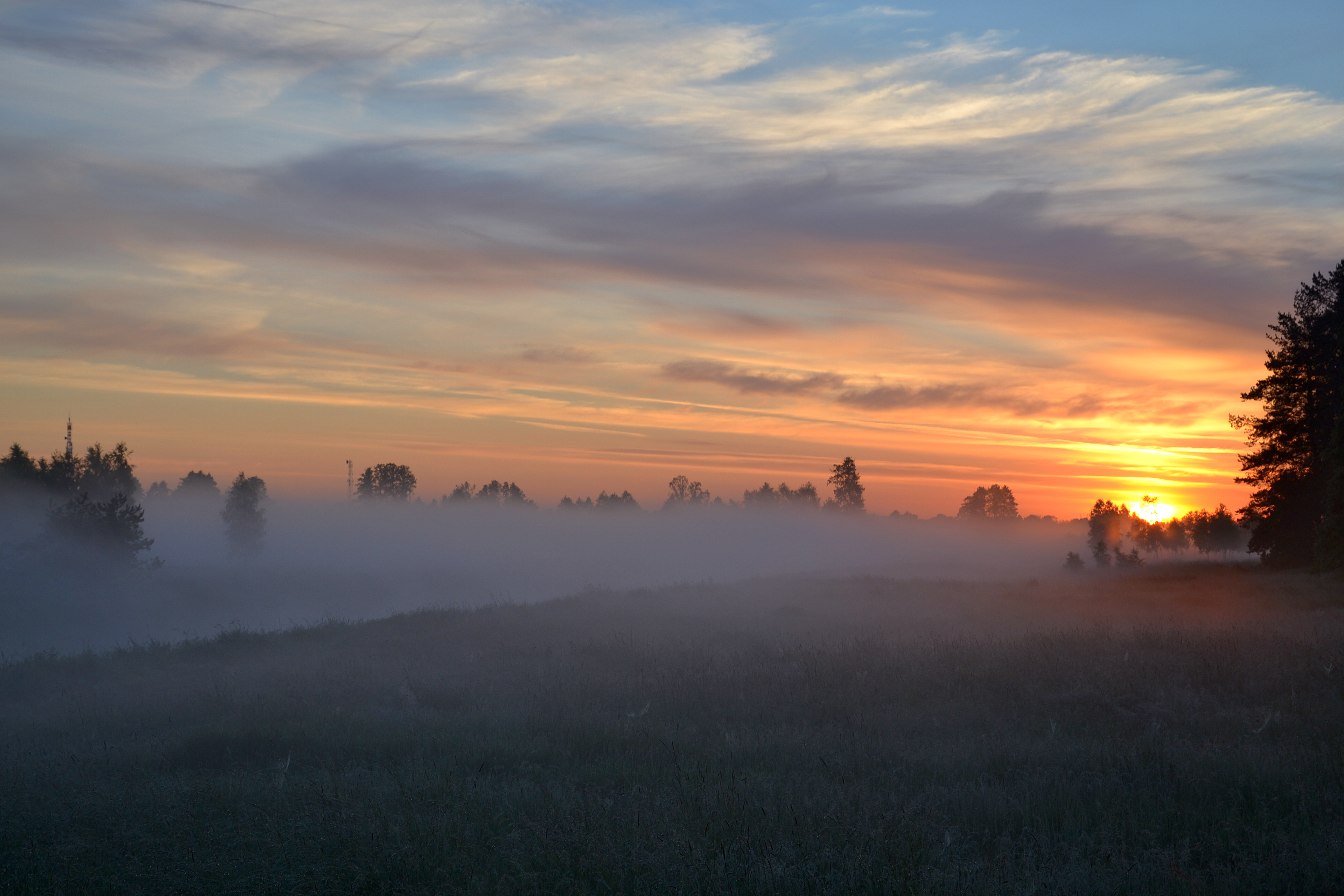
Krajobraz doliny Krzny o świcie

Równina Łukowska (318.96) – mezoregion fizycznogeograficzny obejmujący równinę sandrową w środkowej i wschodniej części Niziny Południowopodlaskiej. Powierzchnia 2566 km².
Sąsiednie mezoregiony: od południo-zachodu i zachodu Wysoczyzna Żelechowska, na północo-zachodzie na krótkim odcinku w rejonie źródeł Kostrzynia Obniżenie Węgrowskie, od północy Wysoczyzna Siedlecka i Podlaski Przełom Bugu, częściowo od południa Pradolina Wieprza – należące do Niziny Południowopodlaskiej oraz, zaczynające się od doliny Krzny, Zaklęsłość Łomaska i Równina Kodeńska – zaliczane do Polesia Zachodniego.
Równina Łukowska rozciąga się od okolic Jedlanki, Adamowa i Kocka aż po dolinę Bugu pomiędzy Terespolem a Mielnikiem. Północna granica Równiny biegnie od okolic Domanic, przez Biardy, Kornicę w stronę Mielnika. Wzdłuż tej linii ciągną się wzniesienia strefy marginalnej wyznaczającej zasięg zlodowacenia Warty, młodszego ze zlodowaceń środkowopolskich. Równinna wysoczyzna łagodnie obniża się stamtąd do Pradoliny Wieprza i Krzny – od ok. 180 do ok. 140 m n.p.m. Wysoczyzna, zbudowana z glin zlodowacenia Odry, została jakby spłukana i zrównana przez wody roztopowe zlodowacenia Warty, które formowały sandry. Na terenie położonym na południe od Łukowa (w rejonie Domaszewnicy) erozja wodnolodowcowa zdarła powierzchniowy pokład gliny, miejscami odsłaniając ten, który pochodzi aż z poprzedniego zlodowacenia, ze zlodowacenia Sanu II. Pogłębione w interglacjale eemskim doliny podczas zlodowacenia Wisły wypełniały się osadami, a cała wysoczyzna, jak inne niziny środkowopolskie, podlegała procesom peryglacjalnym. Po ostatnim zlodowaceniu pokrywy piasków zostały częściowo uformowane w wydmy i płaskie wały. Miało też miejsce płytkie rozczłonkowanie wysoczyzny na skutek kolejnego pogłębienia dolin. Następnie dna dolin i kotlin wytopiskowych do wysokości korespondującej ze zwierciadłem wód podziemnych pokryła warstwa torfu, szczególnie w dolinach Krzny Południowej i Bystrzycy, a także dopływów tych rzek.
Większe rzeki: w dorzeczu Bugu – Krzna Południowa, Krzna Północna i Klukówka; w dorzeczu Wieprza – Bystrzyca Północna z Małą Bystrzycą i Czarną.
Równina Łukowska obejmuje większą część powiatu łukowskiego, północny fragment powiatu lubartowskiego, zach. połowę powiatu radzyńskiego i północną część powiatu bialskiego. Ponadto na terenie mezoregionu znajduje się skrawek województwa mazowieckiego: południowe krańce gmin Wiśniew i Zbuczyn, południowo-wschodnia część tejże – w powiecie siedleckim oraz południowo-wschodnie części gmin Huszlew i Stara Kornica – w powiecie łosickim.
Głównym miastem mezoregionu, najstarszym i w całości na nim usytuowanym jest Łuków. Położone przy południowej granicy, na skraju wysoczyzny, do Równiny Łukowskiej należą części miast: Kock, Radzyń Podlaski oraz lewobrzeżne Międzyrzec Podlaski (blisko środka mezoregionu) i Biała Podlaska – wraz z zabytkowym śródmieściem. W zasięgu krainy znajdują się miejscowości gminne: Stanin, Wojcieszków, Ulan, Borki, Kąkolewnica, Trzebieszów, Huszlew, Leśna Podlaska, Konstantynów, Janów Podlaski i Rokitno. Przy zachodniej granicy mezoregionu leżą miejscowości gminne: Krzywda, Adamów i Serokomla.
Niektóre okolice posiadają gleby średnio urodzajne. Region w dużej części jest zalesiony. Lasy Łukowskie, z rezerwatami Jata i Topór, stanowią największy kompleks leśny na Nizinie Południowopodlaskiej.
Rezerwaty przyrody: Jata, Topór (leśne i florystyczne), Kra Jurajska (przyrody nieożywionej), Las Wagramski (florystyczny, leśny), Kania (leśny), Czapliniec w Uroczysku Feliksówka (faunistyczny, leśny), Chmielinne (leśny) i Stary Las (leśny, florystyczny).
Równinny teren wykorzystują linie kolejowe węzła łukowskiego, w tym magistrala z Europy Zachodniej do Rosji i aż na Daleki Wschód. Przez powiat bialski przebiega międzynarodowa droga E30 i w tym samym korytarzu transportowym Europy planowana jest autostrada.